# Адажио для струнного оркестра
Адажио для струнных (англ. Adagio for Strings) — наиболее известное музыкальное произведение Сэмюэля Барбера, написанное им в 1936 году и впервые исполненное 5 ноября 1938 года в Нью-Йорке Симфоническим оркестром NBC под управлением Артуро Тосканини в том числе и в прямом эфире радиовещания. Является аранжировкой для струнного оркестра второй части его собственного Первого струнного квартета, op. 11.
В 2004 году слушатели BBC назвали Адажио для струнных одним из «самых печальных произведений классической музыки» (англ. «saddest classical work ever»).

## История написания
Барбер приступил к написанию своего струнного квартета летом 1936 года, которое он проводил в Европе вместе со своим партнером и однокурсником по Кёртисовскому институту музыки итальянским композитором Джанкарло Менотти. На сочинение квартета композитора вдохновила поэма Вергилия «Георгики».
В квартете вторая часть, Molto adagio [attacca], следует после страстной первой части (Molto allegro e appassionato) и сменяется третьей (Molto allegro (come prima) — Presto), которая начинается с краткой репризы музыки из первой части. Квартет изначально предназначался для близких друзей Барбера и бывших одноклассников.
В январе 1938 Барбер послал оркестровую версию Адажио Артуро Тосканини, который вернул партитуру без комментариев и пометок, что раздосадовало композитора. Но позже он передал Барберу, что планирует исполнить сочинение, а партитуру вернул просто потому, что он её уже изучил. Известно, что Тосканини вновь увидел партитуру Адажио лишь за день до премьеры.
5 ноября 1938 года в Studio 8H в Рокфеллеровском центре состоялась премьера, на которую была приглашена избранная публика. Кроме этого, произведение транслировалось в прямом эфире радиовещания и записывалось по трансляции. На премьере произведение встретили положительно. Так, например, в обзоре The New York Times Олин Даунс высоко оценил Адажио, другие же критики считали, что он сочинение Барбера переоценил.
В апреле 1942 года произведение было исполнено и в Карнеги-холле Филадельфийским оркестром под управлением Юджина Орманди.

## Наследство
Запись с премьеры 1938 года в 2005 году была помещена на постоянное хранение в Национальный реестр записей в Библиотеке Конгресса. С 1938 года эту запись часто можно было услышать по всему миру; это было одно из немногих американских музыкальных произведений, которое воспроизводилось и в Советском Союзе во времена холодной войны.

### В качестве реквиема
Адажио для струнного оркестра часто исполняется на многих общественных мероприятий, особенно во время траура:
- Трансляция по радио во время объявления о смерти Франклина Рузвельта;
- Трансляция по телевидению во время объявления о смерти Джона Кеннеди;
- Исполнение на похоронах Альберта Эйнштейна;
- Исполнение на похоронах княгини Монако Грейс Келли;
- Трансляция на BBC Radio после объявления о смерти принцессы Дианы;
- Исполнение в последнюю ночь BBC Proms в 2001 году в Альберт-холле в память о жертвах терактов 11 сентября[5];
- Исполнение во время Церемонии открытия Зимних Олимпийских игр 2010 в Ванкувере в память о грузинском саночнике Нодаре Кумариташвили, погибшем в этот день во время тренировочного заезда;
- Исполнение на похоронах лидера Новой демократической партии Канады Джека Лейтона[6];
- Исполнение на Трафальгарской площади 9 января 2015 года в память о жертвах террористической атаки на Charlie Hebdo[7];
- Исполнение во время мемориального вечера-реквиема, посвящённого 70-летию освобождения Красной армией узников концлагеря Освенцим и Международному дню памяти жертв Холокоста (27 января 2015 г.)[источник не указан 3663 дня].

### В массовой культуре
Адажио для струнных можно услышать во многих кинофильмах и видеоиграх в качестве саундтрека:
- Амели (2001)
- Вполне естественно (1974)
- Эль Норте (1983)
- Масло Лоренцо (1992)
- Взвод (1986)
- Симона (2002)
- Реконструкция (2003)
- Рокки Марчиано (1999)
- Здравозахоронение (2007)
- Против течения (2003)
- Человек-слон (1980)
- Homeworld, компьютерная стратегия на космическую тему, 1999.

Кроме того, произведение неоднократно использовалось в произведениях и ремиксах других современных исполнителей. Известные обработки:
- Tiësto «Adagio for strings»
- Seventh Son & Ethan North «Adagio For Strings»
- Era «Adagio for Strings [ERA Version]»
- Escala «Adagio for Strings»
- Delerium «Eternal Odyssey»
- Sacred Spirit «Adagio (after Barber)»
- Splash & Nick Austin «Adagio For Strings»
- DJ Yvan «Adagio For Strings»
- William Orbit «Adagio For Strings»
- Skip Raiders «Another Day»
- Il Divo — «Dov'è L’Amore»
- Muse «Interlude» из альбома Absolution
- Mark Sixma «Adagio for Strings»
- Atomic Pulse «Unknown Strings»
- Ferry Corsten «Adagio for Strings»